# Latchford, Cheshire
Latchford är en stadsdel i Warrington, i kommunen Borough of Warrington, i grevskapet Cheshire, i England. Latchford var en civil parish 1866–1898 när blev den en del av Warrington. Civil parish hade 6 225 invånare år 1891.